# Loperamid
A loperamid egy szintetikus piperidin-származék, diarrhoea elleni szer, amely mind a haloperidol, mind a difenoxilát szerkezetét magában hordozza.

## Hatása
A loperamid a perifériás opioid-receptorok agonistája. A bélfal idegvégződésein keresztül hozza létre direkt hatását, kolinerg, non-kolinerg, opiát és non-opiát receptorokon, gátolva az acetilkolin és a prosztaglandin felszabadulását. A bélfal körkörös és hosszanti simaizomzatára gyakorolt direkt hatása következtében az intestinalis tranzitidő megnövekszik, csökken a bélmotilitás, gátolja a folyadék- és elektrolit szekréciót. Megnövekszik az absorptios ráta. 
A bélfal iránti nagy affinitása és magas „first-pass” metabolizmusa miatt alig jut el a szisztémás keringésbe.
Fokozza a béltónust, akadályozza a propulzív perisztaltikát és hasmenéskor csökkenti a béltartalom áthaladásának sebességét, a székletürítés gyakoriságát, javítja azok konzisztenciáját.
A loperamid nem változtatja meg a fiziológiás flórát, és növeli az analis sphincter tónusát.

## Védjegyezettnevű készítmények
- Imodium (Janssen-Cilag)
- Lopedium
- Enterobene-ratiopharm